# 斯塔夫基 (皮先卡區)
48°15′46″N 28°52′51″E / 48.26278°N 28.88083°E

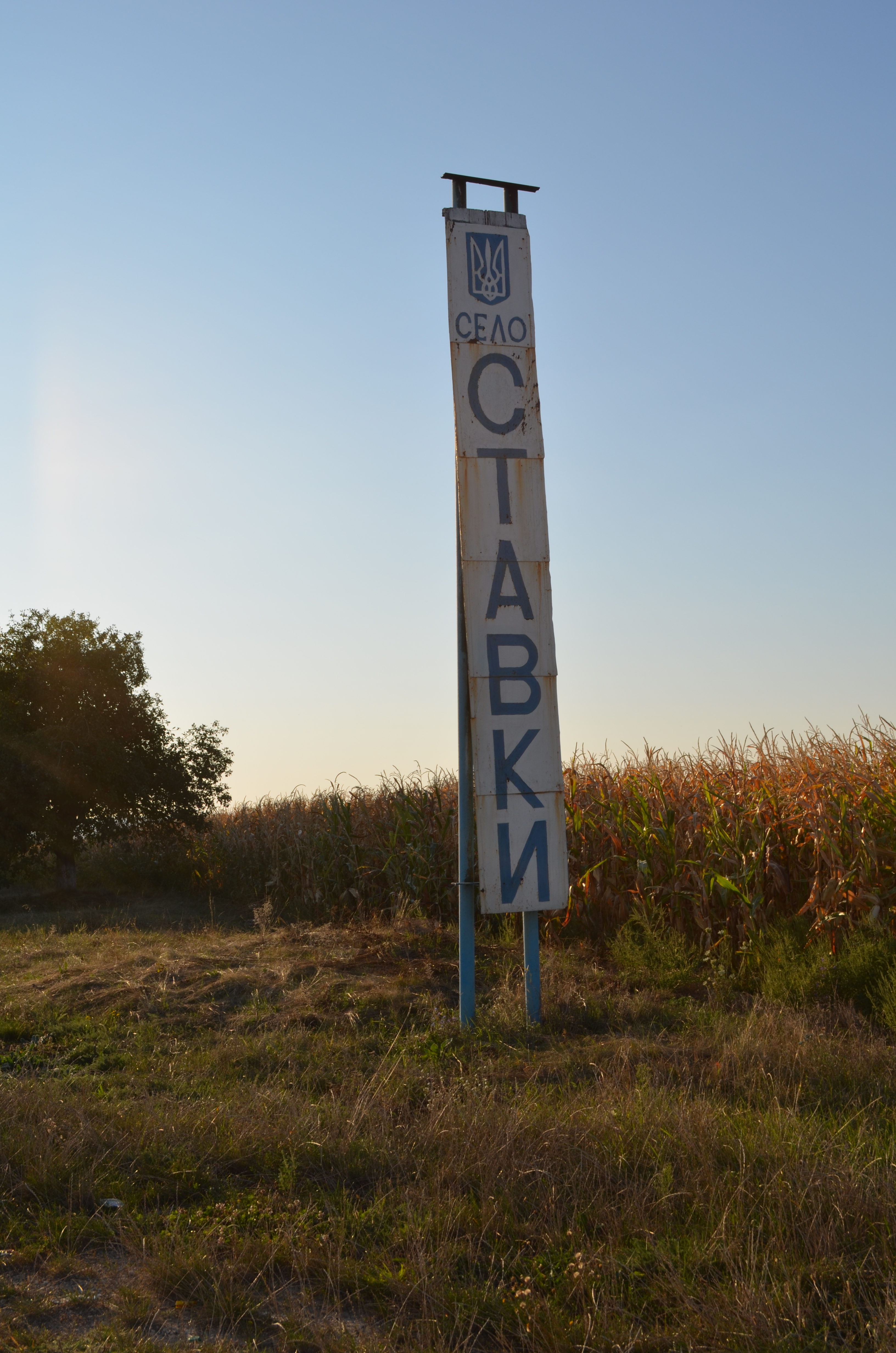

斯塔夫基（烏克蘭語：Ставки）是位於烏克蘭西南部文尼察州裏圖利欽區的村莊，始建於十八世紀，面積1.63平方公里，海拔高度245米，2001年人口805，人口密度每平方公里494.17人。